# Paragraf 78
Paragraf 78 (russisk: Параграф 78) er en russisk spillefilm fra 2007 af Mikhail Khleborodov.

## Medvirkende
- Gosja Kutsenko som Gudvin
- Vladimir Vdovitjenkov
- Grigorij Sijatvinda
- Anastasija Slanevskaja som Lisa
- Stanislav Duzjnikov som Luba